# Friedrich von der Becke
Friedrich Leopold Carl Alexander von der Becke, seit 1867 Freiherr von der Becke (* 6. August 1817 in Haus Kotten, Kreis Iserlohn; † 25. April 1888 in Erfurt) war ein preußischer Generalleutnant und Inspekteur der 3. Feldartillerie-Inspektion.

## Leben

### Herkunft
Die Familie von der Becke gehörte zu den ältesten niedersächsischen Adelsfamilien. Seine Eltern waren der münsterische Hauptmann a. D. und Herr auf Kotten Ferdinand von der Becke (1751–1833) und dessen Ehefrau Adolphine, geborene Freiin von Dücker (1793–1826), eine Schwester des Theodor von Dücker.

### Militärkarriere
Becke besuchte zunächst das katholische Gymnasium in Arnsberg und wechselte 1833 auf das protestantische Gymnasium in Dortmund. Anschließend trat er am 7. Juni 1835 als Kanonier in die 1. Kompanie der 7. Artillerie-Brigade der Preußischen Armee ein und kam Anfang Oktober 1835 zur 1. reitenden Batterie. Zur weiteren Ausbildung absolvierte er mit einer Unterbrechung von Oktober 1836 bis September 1840 die Vereinigte Artillerie- und Ingenieurschule und avancierte Mitte Juni 1839 zum aggregierten Sekondeleutnant. Nach Ausbildungsende wurde Becke Mitte Dezember 1840 zum Artillerieoffizier ernannt und ab September 1845 auf ein Jahr zur Lehreskadron kommandiert. Während der Märzrevolution war er 1849 bei den Straßenkämpfen in Düsseldorf. Unter Verleihung des Charakters als Premierleutnant nahm er am 11. Juni 1850 seinen Abschied, um für fünf Jahre als Instrukteur in die Türkei zu gehen.
Dort wurde Becke als Oberstleutnant in der Osmanischen Armee angestellt und wirkte 1853/55 als Generalstabsoffizier bei Omer Pascha im Krimkrieg gegen Russland. Er kämpfte am 5. November 1853 an der Donau bei Oltenita, bei Turtukai, Rustschuk, Giurgiu und Silistra sowie der Belagerung von Sewastopol. Neben dem Mecidiye-Orden IV. Klasse wurde ihm die Gedenkmünze für den Feldzug verliehen.
Am 7. Juli 1855 kehrte Becke mit seinem Dienstgrad als Premierleutnant wieder in preußische Dienste zurück und wurde zunächst dem 5. Artillerie-Regiment aggregiert. Unter Beförderung zum Hauptmann erfolgte am 1. März 1856 mit Patent vom 1. Dezember 1855 seine Ernennung zum Batteriechef im 7. Artillerie-Regiment. 1858 übernahm er die reitende Batterie. Daran schloss sich als Major ab Ende Juli 1860 Verwendungen zunächst im Großen Generalstab und ab Ende Januar 1861 im Generalstab des I. Armee-Korps an. Am 17. Juni 1862 wurde er zum Kommandeur der reitenden Abteilung in der Pommerschen Artillerie-Brigade Nr. 2 in Garz ernannt. Nach der Mobilmachung der dänischen Armee wurde Becke Ende Dezember 1863 als zweiter Artillerieoffizier zum Oberkommando der alliierten Armee nach Schleswig kommandiert. In dieser Eigenschaft nahm er 1864 während des Krieges gegen Dänemark an den Gefechten bei Oberselk, Jagel und Vejle, der Beschießung von Fredericia, sowie dem Sturm auf die Düppeler Schanzen und dem Übergang nach Alsen teil. Dafür erhielt er das Ritterkreuz des Leopold-Ordens, die Schwerter zum Roten Adlerorden IV. Klasse und das Mecklenburgische Militärverdienstkreuz II. Klasse.
Am 18. Dezember 1864 wurde er von seinem Kommando entbunden, Mitte Juni 1865 zum Oberstleutnant befördert und 1866 bei der Mobilmachung anlässlich des Krieges gegen Österreich Kommandeur der Artillerie des Kavalleriekorps der 1. Armee. In der Schlacht bei Königgrätz wurde ihm sein Pferd erschossen und er durch einen Granatsplitter am Auge leicht verwundet. Ausgezeichnet mit dem Kronen-Orden III. Klasse mit Schwertern wurde Becke nach dem Friedensschluss am 30. Oktober 1866 zum Kommandeur des neu aufgestellten Feldartillerie-Regiments Nr. 9 in Rendsburg ernannt und avancierte Mitte April 1867 zum Oberst. König Wilhelm I. erhob Becke am 26. August 1867 unter Anerkennung seines früheren Adels nach dem Recht der Erstgeburt in den erblichen preußischen Freiherrnstand.
Am 24. September 1869 erfolgte seine Versetzung als Kommandeur des Westfälischen Festungsartillerie-Regiments Nr. 7 nach Köln. Unter Stellung à la suite des Feldartillerie-Regiments Nr. 9 erhielt Becke bei der Mobilmachung anlässlich des Krieges gegen Frankreich am 21. Juli 1870 das Kommando über die 10. Artillerie-Brigade, die er beim X. Armee-Korps in den Schlachten bei Mars-la-Tour, Gravelotte, Beaune-la-Rolande und an der Loire führte. Neben beiden Klassen des Eisernen Kreuzes erhielt er das Ehrenkomturkreuz des Oldenburgischen Haus- und Verdienstordens des Herzogs Peter Friedrich Ludwig mit Schwertern und nach Kriegsende am 28. November 1871 den Orden Pour le Mérite.
Nachdem Becke Mitte Januar 1872 zum Generalmajor aufgestiegen war, nahm er im Juli 1873 als Beobachter an den Übungen der Artillerie der Bayerischen Armee auf dem Lechfeld teil und erhielt Mitte Mai 1875 das Komturkreuz des Ordens Heinrich des Löwen. Er wurde am 5. September 1877 zum Inspekteur der 3. Feldartillerie-Inspektion in Hannover ernannt und am 18. Oktober 1877 zum Generalleutnant befördert. In dieser Eigenschaft wurde er mit dem Ehrengroßkreuz des Oldenburgischen Haus- und Verdienstordens des Herzogs Peter Friedrich Ludwig mit Schwertern und dem Großkreuz des Friedrichs-Ordens ausgezeichnet. Unter Verleihung des Roten Adlerordens I. Klasse mit Eichenlaub und Schwertern am Ringe wurde Becke am 11. Juni 1881 mit Pension zur Disposition gestellt. Er starb am 25. April 1888 in Erfurt und wurde dort beigesetzt.

### Familie
Becke heiratete am 26. April 1860 in Rödinghausen Emilie von Dücker (1829–1914). Das Paar hatte mehrere Kinder:
- Adolphine (* 1861) ⚭ (Scheidung 1887) Hans Lehmann († 1903)
- Heinrich (1862–1908), preußischer Major ⚭ 1890 Frieda Freiin von Ledebur (* 1870)